# Dalmatisch

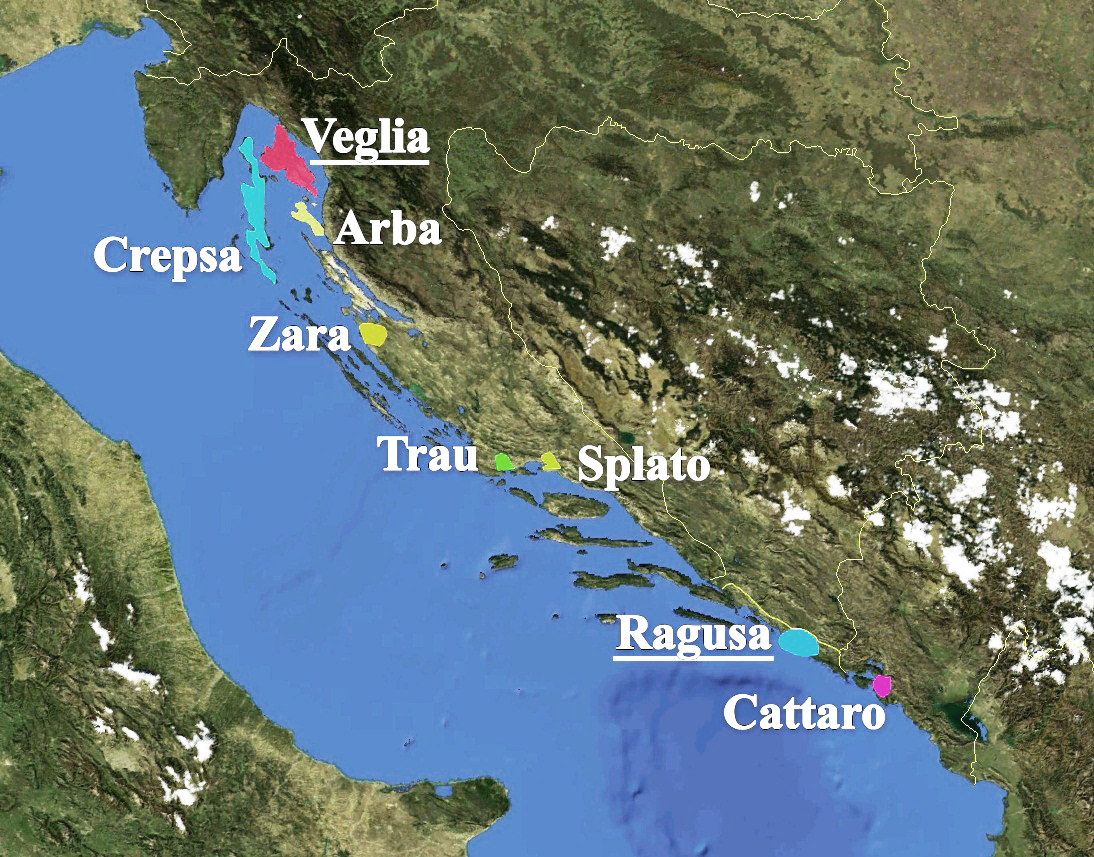
Steden waar Dalmatisch gesproken werd

Het Dalmatisch is een Romaanse taal die gesproken werd aan de oostkust van de Adriatische Zee in Kroatië. De taal is uitgestorven in de 19e eeuw.

## Onze Vader
Onze Vader in verschillende Romaanse talen.
| Dalmatisch                                                | Italiaans                                              | Istro-Roemeens                                    | Roemeens                                                |
| --------------------------------------------------------- | ------------------------------------------------------ | ------------------------------------------------- | ------------------------------------------------------- |
| Tuota nuester, che te sante intel sil,                    | Padre nostro, che sei nei cieli,                       | Ciace nostru car le şti en cer,                   | Tatăl nostru care eşti în ceruri,                       |
| sait santificuot el naun to.                              | sia santificato il tuo nome.                           | neca se sveta nomelu teu.                         | sfiinţească-Se numele Tău.                              |
| Vigna el raigno to.                                       | Venga il tuo regno.                                    | Neca venire craliestvo to.                        | Vie Împărăţia Ta.                                       |
| Sait fuot la voluntuot toa, coisa in sil, coisa in tiara. | Sia fatta la tua volontà, come in cielo così in terra. | Neca fie volia ta, cum en cer, aşa şi pre pemint. | Facă-se voia Ta, precum în cer, aşa şi pe pământ.       |
| Duote costa dai el pun nuester cotidiun.                  | Dacci oggi il nostro pane quotidiano                   | Pera nostre saca zi de nam astez.                 | Pâinea noastră cea de toate zilele dă-ne-o nouă astăzi. |
| E remetiaj le nuestre debete,                             | E rimetti a noi i nostri debiti,                       | Odproste nam dutzan,                              | Şi ne iartă nouă păcatele noastre,                      |
| coisa nojiltri remetiaime a i nuestri debetuar.           | come noi li rimettiamo ai nostri debitori.             | ca şi noi odprostim a lu nostri dutznici.         | precum şi noi iertăm greşiţilor noştri.                 |
| E naun ne menur in tentatiaun,                            | E non ci indurre in tentazione,                        | Neca nu na tu vezi en napastovanie,               | Şi nu ne duce pe noi în ispită,                         |
| miu deleberiajne dal mal.                                 | ma liberaci dal male.                                  | neca na zbăveşte de zvaca slabe.                  | ci ne mântuieşte de cel rău.                            |